# Peperomia montana
Peperomia montana är en pepparväxtart som beskrevs av C. Dc.. Peperomia montana ingår i släktet peperomior, och familjen pepparväxter. Inga underarter finns listade i Catalogue of Life.